# 椙杜翔馬
椙杜 翔馬（すぎのもり しょうま、2002年11月16日 - ）は、日本のタレント。東京都出身。サンミュージックブレーン所属。趣味はアニメ鑑賞。特技はダンス。好きなスポーツはボウリング。

## 主なテレビ出演
- NHK BSプレミアム『怪奇大作戦 ミステリー・ファイル』第3話（2013年11月9日） - 江川健人（少年期） 役
- NHK教育テレビ（NHK　Eテレ）『スマイル!』（2012年4月12日 - ） - ショウ 役

・ フジテレビ『僕とスターの99日』（2011年10月23日-12月25日） - 並木蓮 役

## 映画
- 『ハロー!純一』（2014年） - 町田彰吾 役
- 『ピラメキ子役恋ものがたり〜子役に憧れるすべての親子のために〜』（2015年） - 田中優馬 役
- 『泣き虫しょったんの奇跡』(2018年)